# Oratorio di Santa Caterina del Paradiso
L'oratorio di Santa Caterina del Paradiso è una piccola chiesa di Siena situata in piazza Giacomo Matteotti 19, oratorio della Contrada del Drago.

## Storia e descrizione
Appartenente oggi alla Contrada del Drago, che ha come patrona Santa Caterina da Siena, a cui l'oratorio è intitolato, fu fondato nel 1479 ed è stato a lungo la chiesa delle Monache di Santa Caterina del Paradiso, da cui la chiesa ha conservato il nome. Il primitivo tempio fu sostituito nel 1620-1626 dall'attuale, caratterizzato da una sola navata absidata e da un semplice prospetto in laterizio affiancato da lesene sorreggenti il timpano ed abbellito da una finestra rettangolare e da un portale timpanato. Nel 1787 la chiesa è diventata, per decreto granducale, l'oratorio della Contrada del Drago.
L'interno è barocco e consta di una sola navata a tre campate e profonda abside. Sull'altare principale in marmo della bottega dei Mazzuoli (1694) è posta un Busto di santa Caterina da Siena in terracotta policroma di Lorenzo di Mariano, detto il Marrina, risalente al 1521-1524 circa, mentre dietro di esso si trova la Pietà e santi di Vincenzo e Francesco Rustici del 1613. L'altare conserva anche la venerata Madonna della Tegola, piccolo dipinto di un artista ignoto del Seicento che dipinse l'immagine della Madonna col Bambino su di una tegola, per commemorare l'apparizione della Vergine ad una monaca che ne aveva invocato l'aiuto. L'immagine della Madonna della Tegola si ispira in maniera evidente alla più antica e famosa Madonna della Quercia venerata nell'omonimo santuario di Viterbo.
Sugli altari laterali di destra e di sinistra si conservano, rispettivamente, la Vergine e le sante Maria Maddalena e Caterina d'Alessandria con l'immagine di San Domenico in Soriano di Domenico Manetti (1648-1649) e il Matrimonio mistico di santa Caterina da Siena di Raffaello Vanni (1650). Sulla parete destra è collocata un'altra statua in terracotta policroma del Marrina raffigurante l'Annunciata che, insieme al busto di Santa Caterina da Siena, rappresentano le opere più antiche della chiesa, risalenti a ben prima del rifacimento seicentesco del convento.